# Aéroport international de Chiang Rai
Pour les articles homonymes, voir CEI.
Ne doit pas être confondu avec Aéroport international de Chiang Mai.
L'aéroport international Mae Fah Luang-Chiang Rai (Thai: ท่าอากาศยานแม่ฟ้าหลวง เชียงราย) (précédent nom : Chiang Rai International Airport (Thai: ท่าอากาศยานเชียงราย)) (code IATA : CEI • code OACI : VTCT) est un aéroport desservant la ville de Chiang Rai. Il est situé à environ 8 kilomètres du centre-ville. En 2013 il a accueilli environ un million de passagers et 7 000 vols, la majorité en provenance ou à destination de la capitale Bangkok.
L'aéroport a reçu le nom de  "Mae Fah Luang", d'après sa Princesse Royale Srinagarindra, mère du monarque précédent, Bhumibol Adulyadej régnant sous le nom dynastique de Rama IX.

## Situation
| \| 100 km1:12 067 000 \| Buriram Chiang · Mai Chiang · Rai Chumphon Bangkok- · Don Mueang Bangkok- · Suvarnabhumi Hat Yai Hua Hin Khon Kaen Ko Pha Ngan Krabi Lampang Loei Mae Hong · Son Mae Sot Nakhon · Phanom Nakhon Si Thammarat Nan Nakhon Narathiwat Pai Phitsanulok Phrae Phuket Ranong Roi Et Sakon · Nakhon Ko Samui Sukhothai Surat Thani Trang Trat Pattaya Ubon · Ratchathani Udon Thani |
| 100 km1:12 067 000 |

## Statistiques
Pour des raisons techniques, il est temporairement impossible d'afficher le graphique qui aurait dû être présenté ici.

Voir la requête brute et les sources sur Wikidata.

## Compagnies et destinations
| Compagnies              | Destinations                                                                               | Refs  |
| ----------------------- | ------------------------------------------------------------------------------------------ | ----- |
| Bangkok Airways         | Bangkok-Suvarnabhumi                                                                       |       |
| China Eastern Airlines  | Kunming-Changshui                                                                          |       |
| China Southern Airlines | En saison Charter : Shanghai-Pudong                                                        |       |
| Donghai Airlines        | En saison : Wanzhou-Wuqiao                                                                 |       |
| HK Express              | Hong Kong                                                                                  |       |
| Hainan Airlines         | En saison Charter : Shenzhen-Bao'an                                                        |       |
| Nok Air                 | Bangkok-Don Muang                                                                          |       |
| Ruili Airlines          | Jinghong Xishuangbanna Gasa                                                                | [ 1 ] |
| Sichuan Airlines        | En saison : Chengdu-Shuangliu                                                              |       |
| Thai AirAsia            | Bangkok-Don Muang, Hat Yai, Kuala Lumpur, Macao, Phuket, Shenzhen-Bao'an, Singapour-Changi | [ 2 ] |
| Thai Lion Air           | Bangkok-Don Muang, Changsha, Canton-Baiyun                                                 | ,     |
| Thai Smile              | Bangkok-Suvarnabhumi                                                                       |       |
| Thai Vietjet Air        | Bangkok-Suvarnabhumi, Phuket                                                               |       |

Édité le 24/05/2019